# Catalogage avant publication
Pour les articles homonymes, voir CIP.

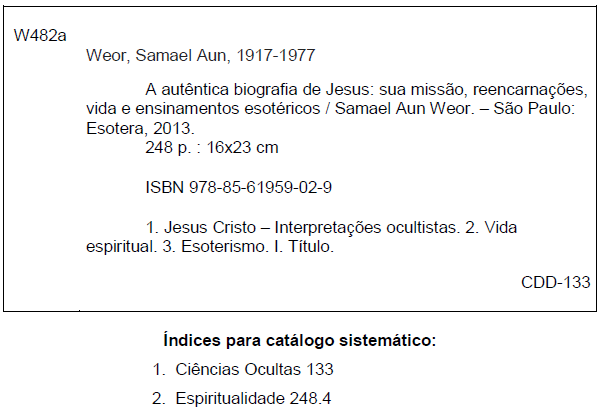
Exemple de catalogage avant publication.

Le catalogage avant publication, également connu sous le sigle CIP pour l'anglais cataloging in publication, est, dans le domaine de l'édition et des sciences de l'information et des bibliothèques, une pratique consistant à attribuer des données de catalogage à un ouvrage avant sa publication par la bibliothèque nationale du pays dans lequel il est principalement publié. Une fois que l'ouvrage est publié, les données créées lors du catalogage avant impression sont imprimées sur la page de dépôt légal afin de faciliter et d’accélérer le traitement lorsque celui-ci arrive en bibliothèque.
Le programme de catalogage avant publication a été lancé par la Bibliothèque du Congrès aux États-Unis en 1971 et a été depuis adopté par de nombreuses bibliothèques nationales à travers le monde. Au Canada, deux agences sont responsables du programme de CIP. Bibliothèque et Archives Canada (BAC) s’occupent des demandes d’éditeurs francophones et anglophones partout au pays sauf pour les demandes d’éditeur francophone établi au Québec. Ceux-ci adressent leurs demandes à Bibliothèque et Archives nationales du Québec (BAnQ).

## Fonctionnement
La participation au programme de CIP se fait sur une base volontaire et est gratuite. Les éditeurs souhaitant participer au programme remplissent un formulaire qui décrit l’ouvrage à paraître. Les catalogueurs créent une notice bibliographique complète à partir de ces informations. La notice est versée au catalogue de la bibliothèque nationale responsable du CIP ainsi que dans des catalogues d’accès public en ligne (OPAC) comme WorldCat. Les autres bibliothèques partout dans le monde peuvent alors importer la notice déjà créée dans leur propre catalogue. Cette pratique permet à l’ouvrage de bénéficier d’une plus grande visibilité, et ce même avant sa parution, puisqu’il apparait dans les résultats de recherche des usagers au catalogue. Il est également disponible plus rapidement en bibliothèque, car le traitement bibliographique a déjà été fait en amont. Cette caractéristique est surtout significative pour les bibliothèques ne disposant pas de ressources suffisantes pour assumer elle-même le catalogage des documents. Le programme de CIP permet aussi aux éditeurs de promouvoir la vente de leurs nouvelles publications, car les informations bibliographiques sont également disponibles pour les librairies. Celles-ci peuvent procéder plus facilement à la sélection et l’acquisition de nouveaux livres. Une fois le catalogage terminé, la bibliothèque envoie un fichier à l'éditeur contenant le bloc de données correspondant à l’ouvrage. Le bloc de données CIP est habituellement imprimé à l’intérieur du livre sur la page du dépôt légal ou du côté verso de la page de titre.

## Admissibilité
Pour être accepté au CIP, l’ouvrage ne doit pas avoir été déjà publié. Le CIP s’applique seulement aux  monographies,. Les sites web, les périodiques, le matériel audiovisuel ou encore les publications éphémères ne sont pas acceptés. La monographie doit ensuite être destinée à une publication élargie. Les productions issues de l’édition à compte d’auteur et l’auto-édition ne sont pas admises. Enfin, l’éditeur doit avoir une adresse sur le territoire desservi par la bibliothèque nationale responsable du CIP. La version numérique et papier d'un même ouvrage est acceptée.

## Bloc de données CIP
Les blocs de données CIP que l’on retrouvent imprimés dans les ouvrages sont un résumé de la notice bibliographique numérique créée par les catalogueurs. Les notices suivent la norme des RDA et sont codées au format MARC. On retrouve de manière générale les éléments suivants : le titre propre, les autres titres s’il y a lieu, la mention de responsabilité, la collection, la description, les identifiants (ISBN), les vedettes-matières et les indices de classification comme l’indice de classification de la Library of Congress et l’indice de la classification décimale de Dewey.
D'autres éléments propres au pays où le catalogage est fait peuvent se retrouver dans le bloc de données CIP. Par exemple, dans les notices créées par BAC et BAnQ, on retrouve le numéro de contrôle Canadiana servant à identifier les ouvrages de façon unique dans la base de données du même nom.

## Évolution
De sa création en 1971 jusqu’en 2015, l’aspect du bloc de données créé par la Library of Congres et les informations qu’on y retrouvait n’ont connu aucun changement. Il imitait le format des fiches de catalogage utilisées avant l’arrivée du numérique. Dès les débuts du programme, la Bibliothèque du Congrès a jugé que ce format condensé était pertinent pour afficher les données bibliographiques dans les ouvrages. Depuis 2015, les nouveaux blocs de données ont été révisés pour accommoder la nouvelle norme de catalogage RDA et afficher davantage d’informations. Les nouveaux blocs de données comprennent des vedettes-matière additionnelles, combinent l’information des versions imprimées et numériques de la publication et incorporent les informations quant à l’édition comme le nom de l’éditeur et la date de publication. Le changement le plus frappant est l’abandon du format imitant les cartes de catalogage pour un format plus développé qui inclut le nom des groupes d’éléments décris dans le bloc (noms, titres, description, identifiants, classification). Tous ces changements visent à mieux répondre aux besoins des écoles et des bibliothèques publiques, principales utilisatrices des blocs de données CIP. BAC et BAnQ ont également adopté ces changements dans leurs blocs de données.